# Chrysoteuchia funebrellus
Chrysoteuchia funebrellus là một loài bướm đêm trong họ Crambidae.